# Bułgaria na Zimowych Igrzyskach Olimpijskich 2010

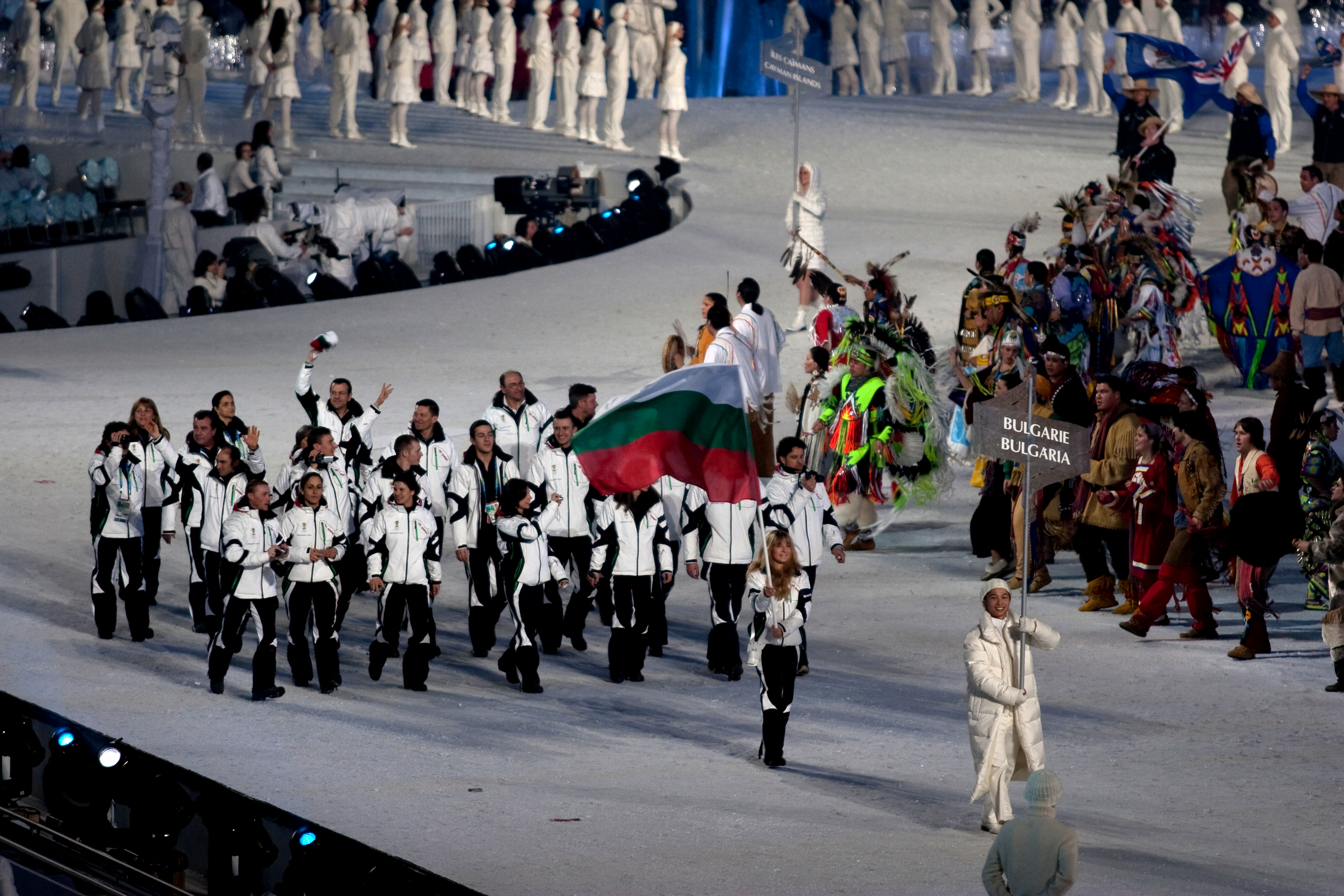
Reprezentacja Bułgarii podczas ceremonii otwarcia igrzysk olimpijskich

Bułgarię na Zimowych Igrzyskach Olimpijskich 2010 reprezentowało osiemnaścioro zawodników.

## Narciarstwo alpejskie
Kobiety
| Zawodniczka    | Konkurencja | Konkurencja | Konkurencja               | Konkurencja               | Konkurencja                | Konkurencja                | Konkurencja                | Konkurencja                | Konkurencja               | Konkurencja               | Konkurencja               | Konkurencja               |
| Zawodniczka    | Zjazd       | Zjazd       | Supergigant               | Supergigant               | Slalom gigant              | Slalom gigant              | Slalom gigant              | Slalom gigant              | Slalom specjalny          | Slalom specjalny          | Slalom specjalny          | Slalom specjalny          |
| Zawodniczka    | Czas        | Pozycja     | Czas                      | Pozycja                   | Czas 1. przejazdu          | Czas 2. przejazdu          | Czas łączny                | Pozycja                    | Czas 1. przejazdu         | Czas 2. przejazdu         | Czas łączny               | Pozycja                   |
| -------------- | ----------- | ----------- | ------------------------- | ------------------------- | -------------------------- | -------------------------- | -------------------------- | -------------------------- | ------------------------- | ------------------------- | ------------------------- | ------------------------- |
| Marija Kirkowa | 1:56,80     | 33.         | Nie ukończyła konkurencji | Nie ukończyła konkurencji | Nie ukończyła 1. przejazdu | Nie ukończyła 1. przejazdu | Nie ukończyła 1. przejazdu | Nie ukończyła 1. przejazdu | Nie ukończyła 1.przejazdu | Nie ukończyła 1.przejazdu | Nie ukończyła 1.przejazdu | Nie ukończyła 1.przejazdu |

Mężczyźni
| Zawodnik        | Konkurencja         | Konkurencja         | Konkurencja | Konkurencja | Konkurencja       | Konkurencja       | Konkurencja   | Konkurencja   | Konkurencja       | Konkurencja       | Konkurencja      | Konkurencja      | Konkurencja | Konkurencja | Konkurencja | Konkurencja |
| Zawodnik        | Zjazd               | Zjazd               | Supergigant | Supergigant | Slalom gigant     | Slalom gigant     | Slalom gigant | Slalom gigant | Slalom specjalny  | Slalom specjalny  | Slalom specjalny | Slalom specjalny | Kombinacja  | Kombinacja  | Kombinacja  | Kombinacja  |
| Zawodnik        | Czas                | Pozycja             | Czas        | Pozycja     | Czas 1. przejazdu | Czas 2. przejazdu | Czas łączny   | Pozycje       | Czas 1. przejazdu | Czas 2. przejazdu | Czas łączny      | Pozycja          | Zjazd       | Slalom      | Łączny czas | Pozycja     |
| --------------- | ------------------- | ------------------- | ----------- | ----------- | ----------------- | ----------------- | ------------- | ------------- | ----------------- | ----------------- | ---------------- | ---------------- | ----------- | ----------- | ----------- | ----------- |
| Kilian Albrecht |                     |                     |             |             |                   |                   |               |               | 50,08             | 52,28             | 1:42,36          | 20.              |             |             |             |             |
| Stefan Georgiew | Nie ukończył zjazdu | Nie ukończył zjazdu | 1:36,32     | 41.         | 1:23,82           | 1:25,09           | 2:48,91       | 48.           | 50,86             | 53,06             | 1:43,92          | 25.              | 2:02,77     | 54,64       | 2:57,41     | 34.         |

## Biathlon
Kobiety
| Zawodnik       | Konkurencja               | czas biegu | Kary | Pozycja |
| -------------- | ------------------------- | ---------- | ---- | ------- |
| Nina Klenowska | Sprint kobiet – 7,5 km    | 22:32,4    | 3    | 62.     |
| Nina Klenowska | Bieg indywidualny – 15 km | 45:49,8    | 3    | 48.     |

Mężczyźni
| Zawodnik                                                        | Konkurencja         | czas biegu | Kary | Pozycja |
| --------------------------------------------------------------- | ------------------- | ---------- | ---- | ------- |
| Krasimir Anew                                                   | Sprint mężczyzn     | 26:09,1    | 0    | 25.     |
| Michaił Kleczerow                                               | Sprint mężczyzn     | 27:23,1    | 0    | 59.     |
| Mirosław Kenanow                                                | Sprint mężczyzn     | 28:40,2    | 1    | 82.     |
| Władimir Iliew                                                  | Sprint mężczyzn     | 28:45,0    | 3    | 83.     |
| Michaił Kleczerow                                               | Bieg pościgowy      | 37:08,1    | 0    | 44.     |
| Krasimir Anew                                                   | Bieg pościgowy      | 37:24,2    | 3    | 45.     |
| Krasimir Anew                                                   | Bieg indywidualny   | 52:09,2    | 2    | 25.     |
| Michaił Kleczerow                                               | Bieg indywidualny   | 54:54,6    | 3    | 63.     |
| Władimir Iliew                                                  | Bieg indywidualny   | 57:37,8    | 5    | 79.     |
| Martin Bogdanow                                                 | Bieg indywidualny   | 58:29,6    | 4    | 84.     |
| Michaił Kleczerow Władimir Iliew Mirosław Kenanow Krasimir Anew | Sztafeta 4 × 7,5 km | 1:29:39,7  | 0    | 16.     |

## Biegi narciarskie
Kobiety
| Zawodnik           | Konkurencja   | czas    | Pozycja |
| ------------------ | ------------- | ------- | ------- |
| Antonija Grigorowa | Bieg na 10 km | 28:27,7 | 59.     |
| Teodora Małczewa   | Bieg na 10 km | 29:52,4 | 61.     |
| Antonija Grigorowa | Bieg łączony  | 49:31,5 | 61.     |

Mężczyźni
| Zawodnik       | Konkurencja   | czas               | Pozycja            |
| -------------- | ------------- | ------------------ | ------------------ |
| Weselin Cinzow | Bieg na 15 km | 36:11,7            | 50.                |
| Weselin Cinzow | Bieg łączony  | Nie ukończył biegu | Nie ukończył biegu |

## Saneczkarstwo
Mężczyźni
| Zawodnik        | Konkurencja | Ślizg 1 | Ślizg 2 | Ślizg 3 | Ślizg 4 | Łącznie  | Pozycja |
| --------------- | ----------- | ------- | ------- | ------- | ------- | -------- | ------- |
| Petyr Iliew     | Jedynki     | 50,348  | 50,701  | 50,921  | 50,428  | 3:22,398 | 35.     |
| Iwan Papukcziew | Jedynki     | 50,932  | 50,909  | 51,105  | 50,386  | 3:23,332 | 37.     |

## Short track
Kobiety
| Zawodniczka       | Konkurencja         | Kwalifikacje    | Kwalifikacje       | Ćwierćfinał        | Ćwierćfinał        | Półfinał           | Półfinał           | Finał              | Finał              |
| Zawodniczka       | Konkurencja         | Czas            | Miejsce            | Czas               | Miejsce            | Czas               | Miejsce            | Czas               | Miejsce            |
| ----------------- | ------------------- | --------------- | ------------------ | ------------------ | ------------------ | ------------------ | ------------------ | ------------------ | ------------------ |
| Marina Nikołowa   | Bieg na 500 metrów  | Dyskwalifikacja | Nie sklasyfikowana | Nie sklasyfikowana | Nie sklasyfikowana | Nie sklasyfikowana | Nie sklasyfikowana | Nie sklasyfikowana | Nie sklasyfikowana |
| Ewgenija Radanowa | Bieg na 500 metrów  | 45,125          | 1.                 | 44,047             | 3.                 | Nie awansowała     | Nie awansowała     | Nie awansowała     | 9.                 |
| Ewgenija Radanowa | Bieg na 1000 metrów | 1:32,829        | 4.                 | Nie awansowała     | Nie awansowała     | Nie awansowała     | Nie awansowała     | Nie awansowała     | 25.                |
| Ewgenija Radanowa | Bieg na 1500 metrów | 2:23,698        | 3.                 |                    |                    | 2:24,376           | 2.                 | 2:19,411           | 7.                 |
| Marina Nikołowa   | Bieg na 1500 metrów | 2:28,732        | 3.                 |                    |                    | 2:25,604           | 7.                 | Nie awansowała     | 17.                |

Mężczyźni
| Zawodnik    | Konkurencja         | Kwalifikacje | Kwalifikacje | Ćwierćfinał   | Ćwierćfinał   | Półfinał      | Półfinał      | Finał         | Finał   |
| Zawodnik    | Konkurencja         | Czas         | Miejsce      | Czas          | Miejsce       | Czas          | Miejsce       | Czas          | Miejsce |
| ----------- | ------------------- | ------------ | ------------ | ------------- | ------------- | ------------- | ------------- | ------------- | ------- |
| Asen Pandow | Bieg na 1000 metrów | 1:28,580     | 4.           | Nie awansował | Nie awansował | Nie awansował | Nie awansował | Nie awansował | 31.     |

## Snowboard
Mężczyźni
| Iwan Ranczew | Slalom gigant równoległy | 1:22,83 | 26. | Nie awansował | Nie awansował | Nie awansował | Nie awansował | 26. |

Kobiety
| Konkurencja | Zawodniczka  | Kwalifikacje            | Kwalifikacje           | Kwalifikacje       | Kwalifikacje       | Ćwierćfinał        | Ćwierćfinał        | Półfinał           | Półfinał           | Finał              | Finał              |
| Konkurencja | Zawodniczka  | Czas 1. zjazdu          | Czas 2. zjazdu         | Najlepszy czas     | Miejsce            | Czas               | Miejsce            | Czas               | Miejsce            | Czas               | Miejsce            |
| ----------- | ------------ | ----------------------- | ---------------------- | ------------------ | ------------------ | ------------------ | ------------------ | ------------------ | ------------------ | ------------------ | ------------------ |
| Cross       | Zoe Gillings | Nie ukończyła przejazdu | Nie stanęła na starcie | Nie sklasyfikowana | Nie sklasyfikowana | Nie sklasyfikowana | Nie sklasyfikowana | Nie sklasyfikowana | Nie sklasyfikowana | Nie sklasyfikowana | Nie sklasyfikowana |